# Klippans bruk
Klippans bruk est une localité de Suède dans la commune de Klippan en Scanie.
Sa population était de 314 habitants en 2010.